# Zentralpassage
Die Zentralpassage ist ein Talpass im Südwesten von King George Island, der größten der Südlichen Shetlandinseln. 
Im Zentrum der Fildes-Halbinsel verbindet sie zwischen den Davies Heights (auf der deutschen Karte von 1984 als „Zentralberge“ beschriftet) im Norden und den Südbergen im Süden die Nordwestplattform im Westen mit den Strandterrassen der Ardley Cove („Ardleybucht“ auf der Karte, Nebenbucht der Maxwell Bay) im Osten. 
Der größte See der Halbinsel, Lake Kitezh (Kiteschsee), liegt in der Passage, ebenso die chilenische Forschungsstation Base Presidente Eduardo Frei Montalva (1984 Station Teniente R. Marsh) mit der zivilen Siedlung Villa Las Estrellas und dem Flugplatz Aeródromo Teniente Rodolfo Marsh Martin sowie die russische Bellingshausen-Station.
Im Rahmen zweier deutscher Expeditionen zur Fildes-Halbinsel in den Jahren 1981/82 und 1983/84 unter der Leitung von Dietrich Barsch (Geographisches Institut der Universität Heidelberg) und Gerhard Stäblein (Geomorphologisches Laboratorium der Freien Universität Berlin) wurde die Passage zusammen mit zahlreichen weiteren bis dahin unbenannten geographischen Objekten der Fildes-Halbinsel neu benannt und dem Wissenschaftlichen Ausschuss für Antarktisforschung (Scientific Committee on Antarctic Research, SCAR) gemeldet.